# 2016년 가봉 대통령 선거
2016년 가봉 대통령 선거는 2016년 8월 27일 가봉에서 치러진 대통령 선거이다. 알리 봉고 온딤바 현 대통령이 재선에 출마했다가 장 핑 전 외교부 장관의 도전을 받았다. 8월 31일, 선거관리위원회는 2% 미만의 득표율로 봉고의 재선을 선언했다. 결과가 발표된 후 수도 리브르빌에서는 대규모 시위가 벌어졌다. 수많은 부정행위와 봉고 가문의 고향인 오트오고웨주(봉고 가문의 출신 지방)의 공식 결과에서 99.9%의 유권자가 투표했고 봉고는 95.5%의 표를 얻은 것으로 나타나 관측통들은 선거위원회의 공정성에 의문을 제기하였다.

## 선거 제도
가봉의 대통령은 7년 임기로 선출되며, 후보자의 절대다수 득표 여부에 관계없이 가장 먼저 당선된 후보가 당선된다. 이 제도는 단일후보로 뭉치지 않으면 당선 가능성이 거의 없어 보이는 분열적 야당에 불리한 것으로 생각된다.

## 후보자들
19명의 예비 후보들이 입후보 신청을 제출했고, 2016년 7월 15일 자치 및 상설 전국선거관리위원회(CENAP)는 그 중 14명이 자격이 있다고 발표했다. 알리 봉고 온딤바 대통령은 2016년 2월 29일 포르장티에서 재선에 출마할 것이라고 발표했다. CENAP는 봉고 대통령의 자격에 대한 오랜 논란에도 불구하고 대통령 출마를 승인했고, 그의 반대자들은 그가 가봉 출신이 아니며 오마르 봉고의 친아들이 아니라 입양되었다고 주장했다. 야당 대표들의 참석으로 봉고 출마에 대한 공감대가 형성되지 않아 다수결로 가결됐다.
일부에서는 봉고의 가장 심각한 도전자로 간주하고 있는 변화군 연합의 후보로 서 있는 저명한 외교관 장 핑 또한 서는 것이 승인되었다.

## 캠페인
공식 선거운동 기간은 2016년 8월 13일에 시작되었다. 봉고 의원은 유세장에서 "증거책임은 고발자에게 있다"며 "야당이 좋은 프로그램을 갖고 있지 않기 때문에" 이 문제에 집중하고 있다고 주장하면서 자신의 부모에 대한 논란을 일축했다. 인터뷰에서 그는 야당이 지난 7년간 대통령으로서 자신의 기록보다는 "웃기는 일"에 초점을 맞추고 있다고 비판했다. 선거 운동을 하는 동안, 그는 부패 척결에 대해 말했고 인프라 개발 기록을 강조했다. 그의 선거 슬로건은 "함께 변화하자"였다.
결국 8월 중순에 주요 야당 후보들은 야당이 분열된 채로 있는 한 단일 라운드에서 투표를 유지하는 것이 아마도 봉고에게 유리하게 작용할 것이기 때문에 봉고를 이길 가능성을 개선하기 위해 장 핑을 지지하기로 결정했다. 가이 은주바 은다마, 카시미르 오예 음바, 레옹 폴 응굴라키아, 아바 민코는 핑을 지원하기 위해 후보들을 철회했다. 정부는 핑을 지지하는 움직임을 "특권과 권력을 나누는 것이 유일한 목표인 말 거래"라고 비판했다.
주요 야당 지도자들이 오마르 봉고 밑에서 두드러진 역할을 했기 때문에, 핑은 "봉고 원로 측근들의 오래된 경호원"의 후보로 특징지어졌다. 2009년 이미 오마르 봉고의 많은 고위 동료들에게 버림받은 봉고는 이후 몇 년 동안 집권당인 가봉 민주당에서 유명한 정치인 가이 은주바 은다마, 레옹 폴 응굴라키아 등의 탈당으로 인해 약화되었다. 유가 하락에 따른 경기 약세가 정부에 대한 불만을 야기한 것으로 여겨졌고 야당의 가능성을 높일 수 있는 요인으로 여겨졌다.